# هيلين بينكرد يونج
هيلين بينكرد يونج (1877–1959) (بالإنجليزية:Helen Binkerd Young) تعد من أقدم المهندسين المعماريين في نيويورك، حيث تخرجت من جامعة كورنيل في عام 1900، وعملت في قسم الاقتصاد المنزلي بجامعة كورنيل من عام (1910-1921). ركزت كثير من محاضراتها على التصميمات والمنظمات المعمارية. لا تزال تستخدم منشوراتها لتصميم المساكن في الدراسات الأكاديمية.

## السيرة الذاتية
ولدت هيلين دورسي بينكرد في 19 من شهر أبريل عام 1877 في دايتون، أوهايو. والدها أوسكار ويليام ووالدتها إيما بينكرد. أكملت دراستها الثانوية في معهد برات، من عام 1892 إلى عام 1895. وأكملت تعليمها لتنال درجة البكالوريوس في الهندسة المعمارية من جامعة كورنيل عام 1900، حيث فازت في نفس العام بميدالية لإحدى رسوماتها. وفي 29 نوفمبر 1902 تزوجت من جورج يونج في مدينة بروكلين، نيويورك، وهو زميل لها في الهندسة المعمارية. عاش الزوجان بعد زواجهما لبعض الوقت في نيويورك وبيتسبيرغ، قبل عودتها إلى إثاكا في خريف 1909، حيث عرض على جورج العمل في جامعة كورنيل كمدرس مساعد للهندسة المعمارية. لم تجد يونج عملًا يرتبط بكونها مهندسة معمارية، أو تدريس الهندسة المعمارية فعملت يونج كمدرس بدون أجر في قسم الاقتصاد المنزلي في جامعة كورنيل.
استخدمت يونج معرفتها وتدريبها في مجال الهندسة المعمارية من خلال الدورات تدريبية، مؤكدة أن هناك 3 أجزاء أساسية للتدبير المنزلي، فتصميم المنازل مهم بالنسبة لتنظيم عمل المنزل بشكل مثالي والعنصر يتمثل في المفروشات والمواعيد الهادفة، حيث أنها أيضًا مهمة من أجل تطوير بيئة مفيدة للصحة والإنتاجية.  بالإضافة إلى محاضراتها في الجامعة، حاضرت يونج أيضًا في مؤتمرات صانعوا المنازل في أماكن مختلفة في الولاية. وخلال هذا الوقت، نشرت أيضًا عدة منشورات إرشادية حول المواضيع المماثلة،  وكذلك المشاركة في مقابلات للصحف مثل صحيفة نيويورك.
في عام 1918 صممت مع جورج «المنزل المحجوب» بشكل مشترك، والذي تم تناوله في عدد 27 أبريل عام 1927 لمجلة المعمار الأمريكية. بينما عرفت القليل من أعمالها، من المحتمل ان كثير من أعمالها الأخرى حجبت بمشاركتها مع زوجها أو زملائها الرجال الآخرون. . وفي عام 1920 أصبحت يونج أخيرا بدرجة بروفيسور،  ولكنها غادرت قسم الاقتصاد المنزلي عام 1921 بتعمل كمهندسة معمارية.
في عام 1946 تقاعد جورج من جامعة كورنيل وانتقل الزوجان إلى نوفاتو كاليفورنيا، حيث توفي عام 1956. ماتت يونج في 22 مايو 1959 في بيركيلي (كاليفورنيا)، ودفنت في إيلنفيل (نيويورك).

## ملحوظة
1. ↑  The Winter 2008 issue of Historic Ithica's Preservation Quarterly stated that her work may have been co-projects with her husband and that her work "remained hidden". In a 2015 blog, written by the producers of the podcast show "Stuff Mom Never Told You" a listener identified her home as one that was built by the husband and wife team George and Helen Young, according to the signed plans[9]